# 參考晤談
參考晤談又稱參考面談，是指在進行參考服務的過程中，為了釐清讀者的問題與需求，參考館員所使用的面談技巧。
因為讀者通常是因為感到迷惑所以才詢問參考館員，因此讀者經常無法完整表達真正想知道的解答或是真正的需求，所以在參考服務的過程中，參考館員一邊詢問讀者問題，幫助讀者釐清問題；一邊同理與了解讀者真正需要的是事實性或指引性的資料。由此可見，參考晤談是館員與讀者之間一連串問與答的交互行為。通常參考晤談的過程會是晤談與檢索的反覆循環，先晤談後檢索，檢索不符合讀者需求時，再晤談再檢索，直到滿足讀者的需求之後，此循環才告終止。